# Yacine Adli
Yacine Adli (* 29. Juli 2000 in Vitry-sur-Seine) ist ein französischer Fußballspieler. Der Mittelfeldspieler steht aktuell bei der AC Mailand unter Vertrag.

## Karriere

### Verein
Seine Karriere begann Adli zunächst in der Jugend des US Villejuif, ehe er  im Jahr 2013 in die Jugendakademie von Paris Saint-Germain wechselte. Sein Debüt und einziges Spiel für die A-Mannschaft gab er am 19. Mai 2018 gegen SM Caen in der Ligue 1. Zuvor lief er überwiegend in der B-Mannschaft von Paris auf. Im Winter-Transferfenster 2019 wechselte er für eine Ablöse von 5,5 Millionen Euro zu Girondins Bordeaux.
Am 31. August 2021 wurde Yacine Adli von der AC Mailand verpflichtet und erhielt einen Vertrag mit einer Laufzeit bis zum 30. Juni 2026, blieb zur Saison 2021/22 jedoch als Leihspieler bei Girondins Bordeaux.
Da er sich in Mailand nie wirklich durchsetzen konnte, wechselte Adli zur Saison 2024/25 auf Leihbasis mit Kaufoption zur AC Florenz. Während der Leihe absolvierte er 35 Pflichtspiele und erzielte dabei 5 Tore.

### Nationalmannschaft
Er spielte von der U16 bis zur U20-Nationalmannschaft für Jugendmannschaften Frankreichs.